# بنكسية خشنة الأوبار
بنكسية خشنة الأوبار (الاسم العلمي: Banksia scabrella) هي نوع نباتي يتبع جنس البنكسية من فصيلة البروطية.